# Каналський Врх
Каналський Врх (словен. Kanalski Vrh) — поселення на пагорбах над м. Канал в общині Канал, Регіон Горишка, Словенія. Висота над рівнем моря: 588,9 м.